# Censo dos Estados Unidos
Censo dos Estados Unidos (inglês: The United States Census) é um censo demográfico realizado a cada dez anos nos Estados Unidos. A apuração é determinada pela constituição, e os resultados são usados para o manejamento de assentos no congresso, formação de colegiados eleitorais e programas de assistência governamental. O órgão do governo responsável pelo censo é o Departamento do Censo dos Estados Unidos.